# Leucemia a fenotipo misto
La leucemia a fenotipo misto o a linee miste è una condizione di leucemia acuta dove sono presenti cellule tumorali sia della linea mieloide (leucemia mieloide acuta) che della linea linfoide (leucemia linfoblastica acuta). La definizione clinica raggruppa i vari quadri di leucemia con lineage ambiguo, leucemie acute indifferenziate e leucemie acute linfoblastiche natural-killer.
L'origine mieloide è confermata dalla presenza delle mieloperossidasi nelle cellule proliferanti.

## Epidemiologia
L'incidenza nella leucemia linfoblastica acuta si aggira attorno al 15% delle diagnosi; nella leucemia mieloide acuta si aggira al 7-10% delle diagnosi.

## Prognosi
La prognosi è generalmente scarsa; la sopravvivenza a 5 anni varia dal 25% al 50%. Peggiora con l'aumentare dell'età e con l'aumentare dei blasti.

## Condizioni collegate
- Leucemia mieloide acuta
- Leucemia linfoblastica acuta
- Leucemia acuta bifenotipica